# Was am Ende zählt
Was am Ende zählt ist ein deutscher Film von Julia von Heinz, der seine Premiere am 16. Februar 2007 auf der Berlinale feierte, wo er außerhalb des Wettbewerbs lief. Der offizielle Kinostart fand am 1. Mai 2008 statt.

## Handlung
Carla, deren Mutter verstorben ist, läuft ihrem alkoholabhängigen Vater davon. Ihr Ziel ist Lyon, wo sie an einer privaten Schule für Modeschöpfer lernen möchte. Doch bereits am Bahnhof ihrer Heimatstadt Berlin wird ihr beim Einsteigen alles Geld und ihr Koffer gestohlen. Die Polizei will sie nicht um Hilfe bitten, da sie nicht zu ihrem Vater zurück möchte; ihm hatte sie das Geld entwendet. Völlig mittellos lernt sie Rico kennen, der ihr anbietet, bei ihm zu wohnen. Als Gegenleistung erwartet er Sex und Carla lässt sich in der ersten Nacht darauf ein.
Er bietet ihr an, auf seiner Baustelle zu arbeiten, wo ein Boot zu einer Kneipe umgebaut werden soll. Dort wohnt auch Lucie mit ihrem Bruder Michael. Trotz der großen Gegensätze zwischen den jungen Frauen freunden sich die beiden an.
Als Carla weiterreisen will, muss sie feststellen, dass sie schwanger und eine Abtreibung nicht mehr möglich ist. Das Kind wurde in der ersten Nacht mit Rico gezeugt, doch Carla beschließt, den Vater nicht einzuweihen. Da Lucie nicht will, dass Carla sie allein lässt, bietet sie ihr an, dass Carla ihr Kind auf die Welt bringt und Lucie es dann als ihr eigenes ausgibt. Carla geht auf den Vorschlag ein. Carla und Lucie beziehen eine Wohnung, in die sich auch Michael einnistet. Dieser setzt die beiden unter Druck, da er ihr Geheimnis der vertauschten Mutterschaft kennt. Durch seine schmarotzerhafte Lebensart kommt es immer wieder zu Konflikten zwischen den Bewohnern.
Als der Streit eskaliert, fällt das Kleinkind durch eine Unachtsamkeit zu Boden und erleidet eine Gehirnerschütterung. Carla, die sich immer mehr in ihrer Rolle als Mutter einfindet, kann die Zustände nicht länger ertragen und deckt den Schwindel auf. Beim Jugendamt erfährt sie Unterstützung und beschließt, bei ihrer kleinen Tochter zu bleiben. Lucie hingegen entwendet für die beiden Geld von Rico, wird dabei aber ertappt und beschließt, das Land zu verlassen. Statt Carla fährt nun sie nach Lyon.

## Rezeption
„Ein intensiver Film um ein schwieriges Leben ohne soziale Absicherung und Konventionen, zwar recht konstruiert in der Handlung, was aber mühelos von den beiden überzeugenden Darstellerinnen ausgeglichen wird.“

„Die Regisseurin und ihre Kamerafrau Daniela Knapp finden ein paar gute Einstellungen für die Trostlosigkeit, in der die Figuren sich bewegen. Auch die beiden jungen Hauptdarstellerinnen Paula Kalenberg und Marie Luise Schramm finden den richtigen Sprachduktus und wirken in ihren Rollen sehr glaubhaft – auch in ihrem Bemühen, nicht aufzugeben. Doch letztlich fehlt es dem Film an ungewöhnlichen Blickwinkeln und Details, die für Spannung sorgen könnten. Er bleibt ein dahinplätscherndes Sozialdrama.“

## Auszeichnungen
2008 gewann Julia von Heinz den Spezialpreis der Jury des Torino International Gay & Lesbian Film Festivals. 2009 erhielt der Film den Deutschen Filmpreis in der Kategorie Bester Kinder- und Jugendfilm.